# Grantchester (Fernsehserie)
Grantchester ist eine britische Krimi-Fernsehserie, in der ein anglikanischer Vikar aus dem gleichnamigen Dorf nahe Cambridge und ein Kriminalinspektor gemeinsam Kriminalfälle lösen. Zunächst verkörperte James Norton den Geistlichen Sidney Chambers, bevor er in der vierten Staffel durch Tom Brittney als William Davenport abgelöst wurde. Die Serie läuft seit 2014 beim britischen Fernsehsender ITV, die deutschsprachige Version seit 2018 als Video-on-Demand auf TVNOW, im Free-TV seit 2019 auf Sat.1 Gold und seit dem 10. Januar 2024 auf ONE.
Die Serie basiert auf der Grantchester-Krimireihe von James Runcie und wurde von Daisy Coulam als Fernsehserie entwickelt.
Am 12. Juli 2023 wurde die Serie um eine neunte Staffel verlängert. Dabei wurde bekannt, dass Brittney die Serie danach verlassen und Rishi Nair die Rolle des Vikars übernehmen wird.

## Handlung
In den 1950er Jahren löst das ungewöhnliche Duo, bestehend aus dem anglikanischen Vikar Sidney Chambers und Detective Inspector Geordie Keating, in dem Städtchen Grantchester in der Grafschaft Cambridgeshire gemeinsam Kriminalfälle. Dies gelingt dadurch, dass Keatings akribische polizeiliche Vorgehensweise von Chambers’ Empathie und dessen Bereitschaft, seine Schweigepflicht zwar nicht zu verletzen, aber seine vertraulich erhaltenen Informationen zugunsten der Aufklärung eines Kapitalverbrechens einzusetzen, unterstützt wird.

## Besetzung und Synchronisation
Die deutschsprachige Synchronisation erfolgt durch die Bavaria Film Synchron in München. Das Dialogbuch schreibt Matthias Disseler, für die Dialogregie ist Johannes Keller verantwortlich.
| Rollenname                                                             | Schauspieler      | Folge     | Synchronsprecher   |
| ---------------------------------------------------------------------- | ----------------- | --------- | ------------------ |
| DI Geordie Keating                                                     | Robson Green      | 1.01–     | Manfred Trilling   |
| Reverend Sidney Chambers                                               | James Norton      | 1.01–4.02 | Johannes Raspe     |
| Amanda Kendall/Hopkins, Chambers’ Jugendfreundin und spätere Partnerin | Morven Christie   | 1.01–3.06 | Melanie Manstein   |
| Mrs. Sylvia Maguire/Chapman, Chambers’ Haushälterin                    | Tessa Peake-Jones | 1.01–     | Bettina Redlich    |
| Leonard Finch, Chambers’ Kurat                                         | Al Weaver         | 1.02–     | Daniel Schlauch    |
| Hildegard Staunton                                                     | Pheline Roggan    | 1.01–1.06 | Eva-Maria Reichert |
| Reverend William Davenport                                             | Tom Brittney      | 4.01–9.01 | Benedikt Gutjan    |

## Episodenliste

### Staffel 1
| Nr. (ges.) | Nr. (St.) | Deutscher Titel            | Originaltitel | Erstausstrahlung UK | Deutschsprachige Erstausstrahlung (D) | Regie          | Drehbuch     |
| ---------- | --------- | -------------------------- | ------------- | ------------------- | ------------------------------------- | -------------- | ------------ |
| 1          | 1         | Detektiv im Auftrag Gottes | Episode 1     | 6. Okt. 2014        | 12. Dez. 2018                         | Harry Bradbeer | Daisy Coulam |
| 2          | 2         | Die beste Gesellschaft     | Episode 2     | 13. Okt. 2014       | 12. Dez. 2018                         | Harry Bradbeer | Daisy Coulam |
| 3          | 3         | Der (aller)letzte Wille    | Episode 3     | 20. Okt. 2014       | 12. Dez. 2018                         | Jill Robertson | Daisy Coulam |
| 4          | 4         | Mann und Frau und Mann     | Episode 4     | 27. Okt. 2014       | 12. Dez. 2018                         | Jill Robertson | Daisy Coulam |
| 5          | 5         | Reue und Rache             | Episode 5     | 3. Nov. 2014        | 12. Dez. 2018                         | Tim Fywell     | Daisy Coulam |
| 6          | 6         | Wege aus dem Schatten      | Episode 6     | 10. Nov. 2014       | 12. Dez. 2018                         | Tim Fywell     | Daisy Coulam |

### Staffel 2
| Nr. (ges.) | Nr. (St.) | Deutscher Titel            | Originaltitel | Erstausstrahlung UK | Deutschsprachige Erstausstrahlung (D) | Regie          | Drehbuch           |
| ---------- | --------- | -------------------------- | ------------- | ------------------- | ------------------------------------- | -------------- | ------------------ |
| 7          | 1         | Mädchenmord                | Episode 1     | 2. März 2016        | 1. Jan. 2019                          | Tim Fywell     | Daisy Coulam       |
| 8          | 2         | Der Zar von Cambridge      | Episode 2     | 9. März 2016        | 1. Jan. 2019                          | Tim Fywell     | John Jackson       |
| 9          | 3         | Der Heilige und die Wirtin | Episode 3     | 16. März 2016       | 1. Jan. 2019                          | David O’Neill  | Daisy Coulam       |
| 10         | 4         | Tödlicher Spuk?            | Episode 4     | 23. März 2016       | 1. Jan. 2019                          | David O’Neill  | Joshua St Johnston |
| 11         | 5         | Galgenfrist                | Episode 5     | 30. März 2016       | 1. Jan. 2019                          | Edward Bennett | Daisy Coulam       |
| 12         | 6         | Blutiges Grab              | Episode 6     | 6. Apr. 2016        | 1. Jan. 2019                          | Edward Bennett | Daisy Coulam       |

### Christmas Special
| Nr. (ges.) | Nr. (St.) | Deutscher Titel              | Originaltitel     | Erstausstrahlung UK | Deutschsprachige Erstausstrahlung (D) | Regie          | Drehbuch     |
| ---------- | --------- | ---------------------------- | ----------------- | ------------------- | ------------------------------------- | -------------- | ------------ |
| 13         | 1         | Tödliche Weihnachten überall | Christmas Episode | 24. Dez. 2016       | 6. Dez. 2019                          | Edward Bennett | Daisy Coulam |

### Staffel 3
| Nr. (ges.) | Nr. (St.) | Deutscher Titel               | Originaltitel | Erstausstrahlung UK | Deutschsprachige Erstausstrahlung (D) | Regie           | Drehbuch                       |
| ---------- | --------- | ----------------------------- | ------------- | ------------------- | ------------------------------------- | --------------- | ------------------------------ |
| 14         | 1         | Ein Ertrunkener in der Kirche | Episode 1     | 23. Apr. 2017       | 1. Feb. 2019                          | Tim Fywell      | Daisy Coulam                   |
| 15         | 2         | Abwertung                     | Episode 2     | 30. Apr. 2017       | 1. Feb. 2019                          | Tim Fywell      | John Jackson                   |
| 16         | 3         | Bonnie und Clydes Erbe        | Episode 3     | 7. Mai 2017         | 1. Feb. 2019                          | Rebecca Gatward | Daisy Coulam & Oliver Frampton |
| 17         | 4         | Tatsächlich … Leben           | Episode 4     | 14. Mai 2017        | 1. Feb. 2019                          | Rebecca Gatward | Daisy Coulam                   |
| 18         | 5         | Sidneys Martyrium             | Episode 5     | 21. Mai 2017        | 1. Feb. 2019                          | Rob Evans       | Jess Williams                  |
| 19         | 6         | Nichts als die Wahrheit       | Episode 6     | 28. Mai 2017        | 1. Feb. 2019                          | Rob Evans       | Daisy Coulam                   |

### Staffel 4
| Nr. (ges.) | Nr. (St.) | Deutscher Titel                    | Originaltitel | Erstausstrahlung UK | Deutschsprachige Erstausstrahlung (D) | Regie            | Drehbuch       |
| ---------- | --------- | ---------------------------------- | ------------- | ------------------- | ------------------------------------- | ---------------- | -------------- |
| 20         | 1         | Sidneys Erwachen                   | Episode 1     | 11. Jan. 2019       | 1. Okt. 2019                          | Tim Fywell       | Daisy Coulam   |
| 21         | 2         | Goodbye Sidney                     | Episode 2     | 19. Jan. 2019       | 1. Okt. 2019                          | Tim Fywell       | Daisy Coulam   |
| 22         | 3         | Auftakt Will Davenport             | Episode 3     | 25. Jan. 2019       | 1. Okt. 2019                          | Stewart Svaasand | John Jackson   |
| 23         | 4         | Es kann das weichste Herz erhärten | Episode 4     | 1. Feb. 2019        | 1. Okt. 2019                          | Stewart Svaasand | Rachael New    |
| 24         | 5         | Verbitterung                       | Episode 5     | 8. Feb. 2019        | 1. Okt. 2019                          | Rob Evans        | Daisy Coulam   |
| 25         | 6         | Was macht unser Schicksal aus?     | Episode 6     | 15. Feb. 2019       | 1. Okt. 2019                          | Rob Evans        | Jamie Crichton |

### Staffel 5
| Nr. (ges.) | Nr. (St.) | Deutscher Titel | Originaltitel | Erstausstrahlung UK | Deutschsprachige Erstausstrahlung (D) | Regie             | Drehbuch           |
| ---------- | --------- | --------------- | ------------- | ------------------- | ------------------------------------- | ----------------- | ------------------ |
| 26         | 1         | Grantchester    | Episode 1     | 10. Jan. 2020       | 2. Apr. 2025                          | Gordon Anderson   | John Jackson       |
| 27         | 2         | Grantchester    | Episode 2     | 17. Jan. 2020       | 9. Apr. 2025                          | Gordon Anderson   | Carey Andrews      |
| 28         | 3         | Grantchester    | Episode 3     | 24. Jan. 2020       | 16. Apr. 2025                         | Christiana Ebohon | Jake Riddell       |
| 29         | 4         | Grantchester    | Episode 4     | 31. Jan. 2020       | 23. Apr. 2025                         | Christiana Ebohon | Joshua St Johnston |
| 30         | 5         | Grantchester    | Episode 5     | 7. Feb. 2020        | 30. Apr. 2025                         | Rob Evans         | Daisy Coulam       |
| 31         | 6         | Grantchester    | Episode 6     | 14. Feb. 2020       | 7. Mai 2025                           | Rob Evans         | Daisy Coulam       |

## Rezeption
Cineclub.de schrieb über die erste Staffel: „‚Grantchester‘ zeigt die Erlebnisse des jungen Pfarrers Sidney Chambers und seines befreundeten Inspectors Keating um 1953 in der ländlichen Gegend Großbritanniens. Die TV-Fassung der Buchreihe von James Runcie überzeugt durch eine zeitgemäße Inszenierung, einen guten Cast, interessante Charaktertiefe und entsprechende inhaltliche Weiterentwicklungen.“
Filmkuratorium.de meint eingangs (auch zur ersten Staffel): „So unverwechselbar, wie dieser Stil ist, weiß man sofort, wo man sich befindet. Die Bauweise der Kirche, die Form der Fahrzeuge, selbst die Ziegelgemäuer: Alles deutet auf England hin, denn das angelsächsische Flair lässt sich so leicht nicht von seiner Heimat loslösen“ und schließt mit: „Sidney Chambers und Geordie Keating: Nach den sechs Episoden der ersten Staffel will man sie nicht mehr missen – zum Glück werden weitere Folgen gedreht.“